# Antoine Cason
Pour les articles homonymes, voir Cason.
(en) Statistiques sur pro-football-reference
Antoine Brandon Cason, né le 9 juillet 1986 à Long Beach (Californie), est un joueur américain de football américain évoluant au poste de cornerback.
Étudiant à l'Université d'Arizona, il joua pour les Arizona Wildcats. Il a remporté le Jim Thorpe Award en 2007.
Il fut drafté en 2008 à la 27e place (premier tour) par les Chargers de San Diego. Il remplace Drayton Florence parti en tant qu'agent libre.
Depuis la saison 2013, il joue avec les Cardinals de l'Arizona.
Son père Wendell a joué pour les Falcons d'Atlanta à la fin des années 1980[réf. nécessaire]. Il est le cousin de Aveion Cason des Lions de Détroit.